# Vaikkojärvi (Juga, Norra Karelen, Finland)
Vaikkojärvi eller Vaikonjärvi är en sjö i Finland. Den ligger i kommunen Juga i landskapet Norra Karelen, i den centrala delen av landet, 400 km nordost om huvudstaden Helsingfors. Vaikkojärvi ligger 187,2 meter över havet. Den är 19 meter djup. Arean är 7,19 kvadratkilometer och strandlinjen är 40,91 kilometer lång. Sjön  ingår i Vuoksens huvudavrinningsområde.   Den sträcker sig 4,6 kilometer i nord-sydlig riktning, och 4,9 kilometer i öst-västlig riktning.
I sjöns finns flera öar, bland andra Sammalsaari, Vaikonsaari, Varissaari och Ruohosaari.